# Medal of Honor (militair)
De Medal of Honor is de hoogste Amerikaanse militaire onderscheiding. Deze wordt uitgereikt "voor opvallende moed en ondernemingszin met gevaar voor eigen leven, boven wat de dienst vereist, in daadwerkelijk gevecht tegen een vijandelijke krijgsmacht".
De Medal of Honor werd voor het eerst uitgereikt tijdens de Amerikaanse Burgeroorlog, sedertdien is hij 3506 keer toegekend, voor het laatst op 30 oktober 2019 aan Matthew O. Williams. De Medal of Honor – ook (foutief) "Congressional Medal of Honor" genoemd omdat de president hem uit naam van het Congres, het Amerikaanse parlement, uitreikt – wordt gepresenteerd door de Amerikaanse president, omdat deze ook opperbevelhebber is van de Amerikaanse strijdkrachten.
De Medal of Honor werd 1 keer uitgereikt aan een vrouw: in 1865 aan Mary Edwards Walker (1832-1919).
De Medal of Honor werd ook uitgereikt aan enkele Belgen en Nederlanders, onder wie de Brusselse luitenant-kolonel Jean-Baptiste Victor Vifquain (1836-1904) en de Vlissingse zeeman Isaac Laurens Fasseur.,
Om de Medal of Honor te krijgen moet men in dienst zijn bij de Amerikaanse strijdkrachten. Enige uitzondering hierop zijn de onbekende soldaten van België, Frankrijk, Groot-Brittannië, Italië en Roemenië.
De onderscheiding wordt om de hals gedragen.

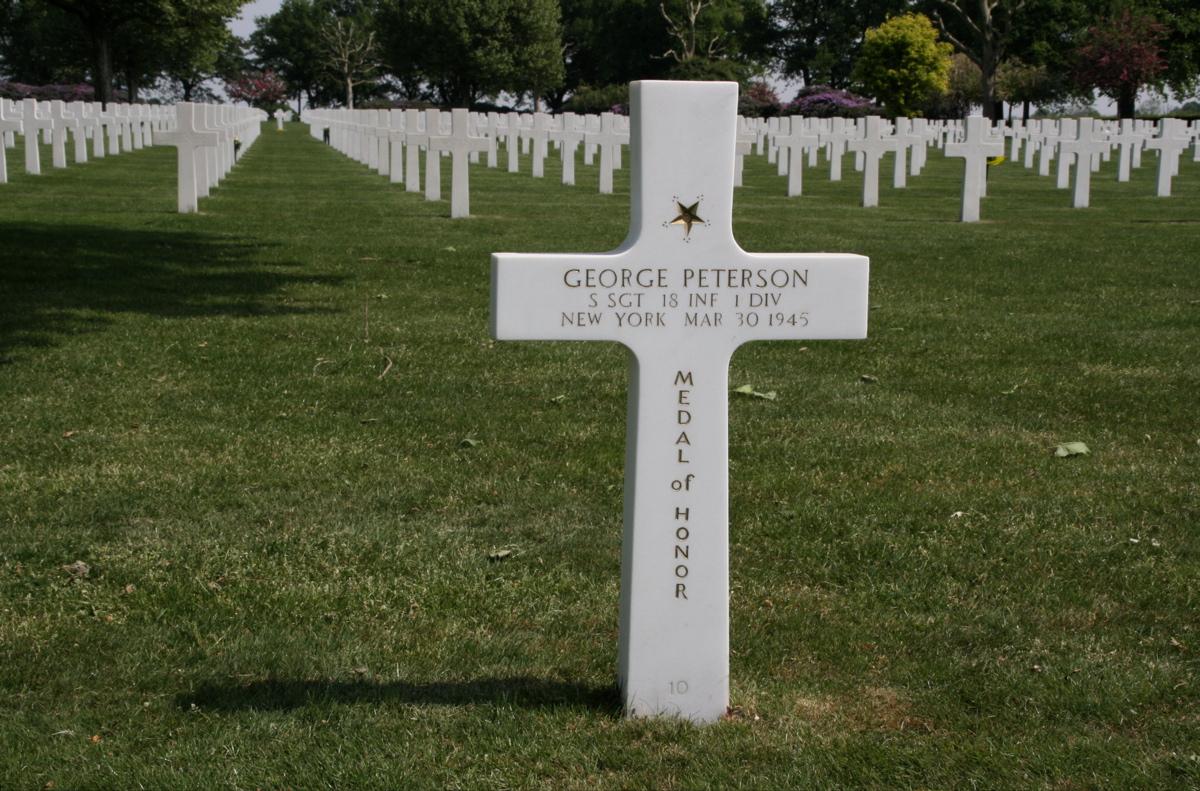
Graf van een ontvanger van de Medal of Honor (zoals op de onderste helft van het kruis staat aangegeven) op de Amerikaanse Begraafplaats Margraten.